# Orjol
Orjol [orjól] (rusko Орёл s pomenom orel) je mesto v Rusiji, upravno središče Orjolske oblasti. Leži 368 km jugozahodno od Moskve ob reki Oki. Leta 2018 je imelo 315.308 prebivalcev.
Mesto je razdeljeno na štiri rajone: Zavodski, Sovjetski, Železnodorožni in Severni.